# Christian vom Lehn
Christian vom Lehn (Wuppertal, 14 aprile 1992) è un nuotatore tedesco.

## Palmarès
- Mondiali

Shanghai 2011: bronzo nei 200 m rana.
- Europei

Debrecen 2012: argento nella 4 × 100 m misti.
- Giochi olimpici giovanili

Singapore 2010: bronzo nella 4 × 100 m misti.
- Europei giovanili

Praga 2009: oro nei 200 m rana.
Helsinki 2010: oro nei 200 m rana, bronzo nei 100 m rana e nella 4 × 100 m misti.